# Saint-Pardoux (Deux-Sèvres)
Saint-Pardoux korábbi község Franciaországban, Deux-Sèvres megyében. 
Lakosainak száma 1604 fő (2018. január 1.). Saint-Pardoux Le Tallud, Allonne, Azay-sur-Thouet, La Boissière-en-Gâtine, Mazières-en-Gâtine, Saint-Marc-la-Lande, Soutiers és Vouhé községekkel határos.
2019. január 1-jén Soutiers korábbi községgel egyesült és az így létrejött Saint-Pardoux-Soutiers új község része lett.

## Népesség
A település népessége az elmúlt években az alábbi módon változott:
| Lakosok száma | 1606 | 1602 | 1627 | 1600 | 1604 |
|               | 2013 | 2015 | 2016 | 2017 | 2018 |